# 24-Stunden-Rennen von Daytona 2007

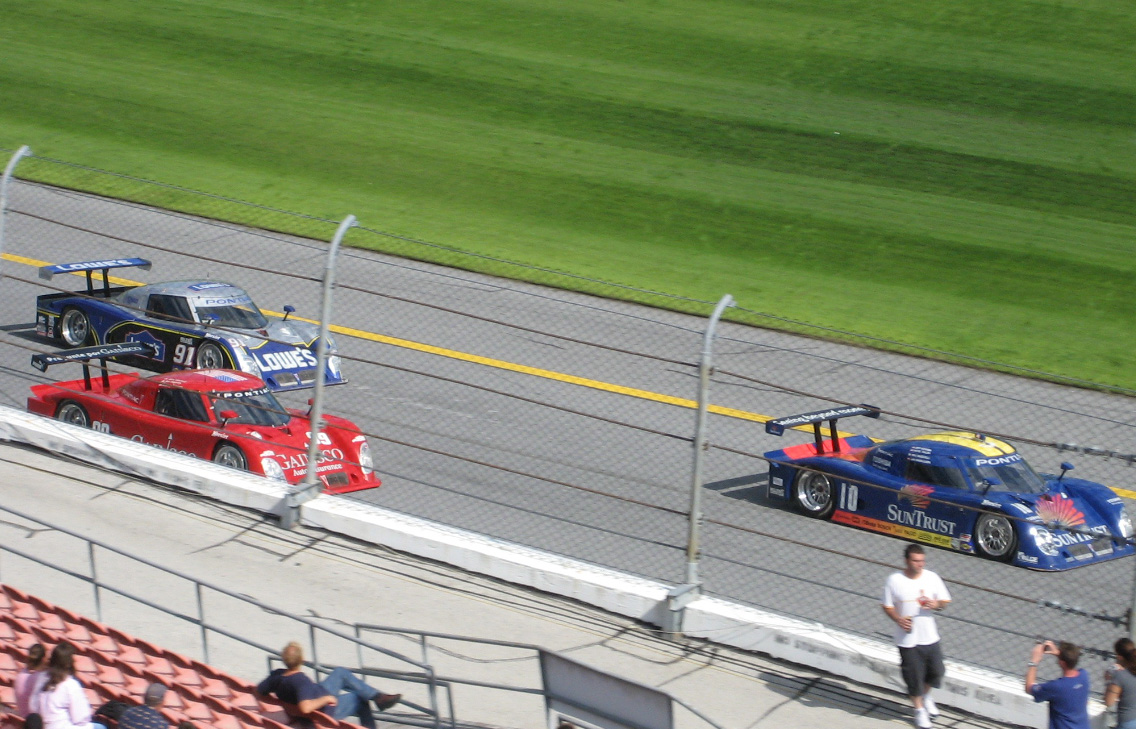
Drei Riley MkXI während des Rennens

Das 40. 24-Stunden-Rennen von Daytona, auch Rolex 24 at Daytona, Daytona International Speedway, fand am 28. und 29. Januar 2007 auf dem Daytona International Speedway statt und war der erste Wertungslauf der Grand-Am Sports Car Series dieses Jahres. 

## Das Rennen
Für den ersten Grand-Am Sports Car Series-Meisterschaftslauf der Saison gingen 71 Meldungen beim Veranstalter ein und 70 Wagen der Klassen DP und GT nahmen am Nachmittag des 28. Januar das Rennen auf. Von der Pole-Position ging Alex Gurney ins Rennen. Der US-Amerikaner erzielte im Training mit seinem Riley MkXi mit Pontiac-Motor eine Zeit von 1:43,475 Minuten auf seiner schnellsten Runde.
Nach 24:00:55,002 Stunden Rennzeit wurden Scott Pruett, Salvador Durán und Juan Pablo Montoya im Riley MkXI als Gesamtsieger abgewinkt.

## Ergebnisse

### Schlussklassement
| 1               | DP | 01 | Telmex Chip Ganassi with Felix Sabates | Scott Pruett Salvador Durán Juan Pablo Montoya                              | Riley MkXI                   | 668 |
| 2               | DP | 11 | Samax                                  | Milka Duno Patrick Carpentier Darren Manning Ryan Dalziel                   | Riley MkXI                   | 668 |
| 3               | DP | 10 | Warner Taylor SunTrust Racing          | Wayne Taylor Max Angelelli Jeff Gordon Jan Magnussen                        | Riley MkXI                   | 666 |
| 4               | DP | 59 | Brumos Porsche Kendall                 | Hurley Haywood Jamie France João Barbosa Roberto Moreno David Donohue       | Riley MkXI                   | 662 |
| 5               | DP | 61 | Exchange Traded Gold AIM Autosport     | Brian Frisselle Mark Wilkins Burt Frisselle David Empringham                | Riley MkXI                   | 655 |
| 6               | DP | 7  | Samax                                  | Chris Festa Tomáš Enge Christian Montanari Roger Yasukawa Kris Szekeres     | Riley MkXI                   | 655 |
| 7               | DP | 77 | Feeds The Need Doran Racing            | Memo Gidley Fabrizio Gollin Michel Jourdain junior Oriol Servià             | Doran JE4                    | 655 |
| 8               | DP | 47 | TruSpeed Motorsports                   | Charles Morgan Rob Morgan Timo Bernhard B. J. Zacharias                     | Riley MkXI                   | 636 |
| 9               | DP | 60 | Michael Shank Racing                   | Mark Patterson Oswaldo Negri Hélio Castroneves Sam Hornish junior           | Riley MkXI                   | 628 |
| 10              | GT | 22 | Alegra Motorsports Fiorano Racing      | Carlos DeQuesada Jean-Francois Dumoulin Scooter Gabel Marc Basseng          | Porsche 997 GT3 Cup          | 626 |
| 11              | GT | 07 | Banner Racing                          | Paul Edwards Kelly Collins Andy Pilgrim Johnny O’Connell                    | Chevrolet Corvette           | 626 |
| 12              | GT | 64 | TRG                                    | Jim Lowe Jim Pace Johannes van Overbeek Ralf Kelleners                      | Porsche 997 GT3 Cup          | 625 |
| 13              | GT | 06 | Banner Racing                          | Leighton Reese Tim Lewis Johnny O’Connell Paul Edwards                      | Pontiac GXP.R                | 624 |
| 14              | GT | 70 | SpeedSource                            | David Haskell Sylvain Tremblay Nick Ham Randy Pobst                         | Mazda RX-8                   | 624 |
| 15              | GT | 73 | Tafel Racing                           | Lars-Erik Nielsen Dieter Quester Brent Martini Philipp Peter                | Porsche 997 GT3 Cup          | 617 |
| 16              | DP | 75 | Krohn Racing                           | Colin Braun Max Papis JJ Lehto                                              | Riley MkXI                   | 615 |
| 17              | DP | 23 | Ruby Tuesday Championship Racing       | Patrick Long Jörg Bergmeister Romain Dumas                                  | Crawford DP03                | 615 |
| 18              | GT | 69 | SpeedSource                            | Emil Assentato Nick Longhi Jeff Segal Matt Plumb                            | Mazda RX-8                   | 612 |
| 19              | GT | 17 | Doncaster Racing                       | David Lacey Greg Wilkins Johnny Mowlem Tom Papadopoulos Lance David Arnold  | Porsche 997 GT3 Cup          | 611 |
| 20              | DP | 76 | Krohn Racing                           | Tracy Krohn Niclas Jönsson Boris Said III                                   | Riley MkXI                   | 607 |
| 21              | GT | 35 | Playboy Racing Unitech                 | Tommy Constantine Mike Borkowski David Murry Hal Prewitt                    | Porsche 996 GT3 Cup          | 606 |
| 22              | GT | 27 | O'Connell Racing                       | Kevin O'Connell Mike Speakman Jason Bowles Kevin Roush Lonnie Pechnik       | Porsche 996 GT3 Cup          | 605 |
| 23              | DP | 39 | Cheever Racing                         | Christian Fittipaldi Eddie Cheever Emmanuel Collard Sascha Maassen          | Crawford DP03                | 601 |
| 24              | DP | 84 | Robinson Racing                        | George Robinson Wally Dallenbach junior Paul Dallenbach Katherine Legge     | Riley MkXI                   | 596 |
| 25              | DP | 6  | Michael Shank Racing                   | Henry Zogaib Ian James Paul Tracy A. J. Allmendinger                        | Riley MkXI                   | 595 |
| 26              | GT | 81 | Synergy Racing                         | Steve Johnson Patrick Huisman Richard Westbrook Richard Lietz               | Porsche 997 GT3 Cup          | 590 |
| 27              | GT | 67 | TRG                                    | Tom Cloet Piere Bourque Mike Solley Auston Harris                           | Porsche 997 GT3 Cup          | 588 |
| 28              | GT | 65 | TRG                                    | Murray Marden Brent Milner John Peterson Michael Gomez                      | Porsche 997 GT3 Cup          | 583 |
| 29              | DP | 61 | Cheever Racing                         | Mike Newton Thomas Erdos Harrison Brix Eddie Cheever                        | Porsche 997 GT3 Cup          | 579 |
| 30              | GT | 68 | TRG                                    | Ted Ballou Rocco DeSimone Brad Jaeger Chris Gleason                         | Porsche 997 GT3 Cup          | 578 |
| 31              | GT | 14 | Autometrics Motorsports                | Bransen Patch Mac McGehee Wes Allen Jim Hamblin Cory Friedman               | Porsche 997 GT3 Cup          | 572 |
| 32              | GT | 66 | TRG                                    | Richard Valentine Andy Lally Spencer Pumpelly Mark Greenberg Kevin Buckler  | Porsche 997 GT3 Cup          | 563 |
| 33              | GT | 72 | Tafel Racing                           | Andrew Davis Nathan Swartzbaugh Robin Liddell Dirk Müller Jim Tafel         | Porsche 997 GT3 Cup          | 555 |
| 34              | GT | 87 | Farnbacher Loles Motorsports           | Christian Zugel John Burke Gunnar Jeannette Ryan Eversley                   | Porsche 997 GT3 Cup          | 545 |
| 35              | DP | 58 | Red Bull Brumos Porsche                | David Donohue Darren Law Buddy Rice Scott Sharp Hurley Haywood              | Riley MkXI                   | 542 |
| 36              | GT | 43 | Team Sahlen                            | Joe Sahlen Joe Nonnamaker Wayne Nonnamaker Will Nonnamaker                  | Chevrolet Corvette           | 530 |
| 37              | GT | 42 | Team Sahlen                            | Michael Auriemma John Mayes David Kaemmer Chris Willcox Matt Varsha         | Porsche 996 GT3 Cup          | 514 |
| 38              | GT | 89 | Autometrics Motorsports                | Fraser Wellon Barry Ellis Frank Rossi Michael Grande Owen Trinkler          | Porsche 996 GT3 Cup          | 512 |
| 39              | GT | 83 | Synergy Racing                         | Dave Gaylord Don Pickering Hal Hilton Ben McCrackin                         | Porsche 996 GT3 Cup          | 508 |
| 40              | GT | 57 | Stevenson Motorsports                  | Dominic Cicero Marc Bunting James Gue John Stevenson Lou Gigliotti          | Chevrolet Corvette           | 444 |
| 41              | GT | 97 | Stevenson Motorsports                  | Vic Rice Tommy Riggins John Stevenson Spencer Trenery Lou Gigliotti         | Chevrolet Corvette           | 414 |
| 42              | GT | 86 | Farnbacher Loles Motorsports           | Larry Bowman Don Bell Lance Willsley Shawn Price                            | Porsche 997 GT3 Cup          | 232 |
| Ausgefallen     |    |    |                                        |                                                                             |                              |     |
| 43              | DP | 19 | Finlay Motorsports                     | Rob Finlay Michael Valiante Bobby Labonte Michael McDowell                  | Crawford DP03                | 627 |
| 44              | DP | 00 | Vision Racing                          | Ed Carpenter Tomas Scheckter Tony George A. J. Foyt IV Stéphan Grégoire     | Crawford DP03                | 587 |
| 45              | GT | 85 | Farnbacher Loles Motorsports           | Leh Keen Pierre Ehret Dirk Werner Jörg Hardt                                | Porsche 997 GT3 Cup          | 579 |
| 46              | DP | 91 | Lowe's Riley Matthews Motorsports      | Jim Matthews Marc Goossens Jimmie Johnson Ryan Hunter-Reay                  | Riley MkXI                   | 555 |
| 47              | GT | 74 | Tafel Racing                           | Eric Lux Wolf Henzler Dominik Farnbacher Jim Tafel                          | Porsche 997 GT3 Cup          | 544 |
| 48              | DP | 02 | Target Chip Ganassi with Felix Sabates | Scott Dixon Dan Wheldon Memo Rojas                                          | Riley MkXI                   | 538 |
| 49              | DP | 99 | Gainsco Bob Stallings Racing           | Jon Fogarty Alex Gurney Jimmy Vasser                                        | Riley MkXI                   | 493 |
| 50              | DP | 12 | RVO Motorsports                        | Roger Schramm Jack Baldwin Bill Lester Justin Bell John Heinricy            | Riley MkXI                   | 458 |
| 51              | DP | 20 | Howard Motorsports                     | Andy Wallace Butch Leitzinger Tony Stewart                                  | Crawford DP03                | 450 |
| 52              | GT | 88 | Farnbacher Loles Motorsports           | Craig Stanton Bryce Miller Antonín Charouz Justin Jackson Tom Pank          | Porsche 997 GT3 Cup          | 434 |
| 53              | DP | 05 | Luggage Express Team Sigalsport BMW    | Bill Auberlen Matthew Alhadeff Gene Sigal Karl Wendlinger                   | Riley MkXI                   | 367 |
| 54              | DP | 05 | Racers Edge Motorsports                | Lawson Aschenbach Justin Lofton Ross Smith Mark Pavan                       | Pontiac GXP.R                | 359 |
| 55              | GT | 51 | Team Sahlen                            | Robb Brent Tom Malloy Jim Michaelian Bob Michaelian Ernie Becker            | Porsche 996 GT3 Cup          | 316 |
| 56              | DP | 16 | Howard Motorsports                     | Chris Dyson Rob Dyson Guy Smith Oliver Gavin                                | Crawford DP03                | 295 |
| 57              | GT | 24 | Matt Connolly Motorsports              | Mike Pickett Bill Cotter Mark Montgomery Todd Hanson Rich Walker            | BMW M3 E46                   | 276 |
| 58              | GT | 82 | Synergy Racing                         | Don Kitch Chris Pennington Chris Pallis Tony Bawcutt                        | Porsche 997 GT3 Cup          | 250 |
| 59              | DP | 18 | VICI Racing                            | Uwe Alzen Robert Renauer Terry Borcheller Gastón Mazzacane                  | Fabcar FDSC/03               | 240 |
| 60              | GT | 15 | Blackforest Motorsports                | Tom Nastasi Alex Tagliani Guy Cosmo Valerie Limoges                         | Ford Mustang Cobra GT        | 235 |
| 61              | GT | 45 | Howard Motorsports                     | Rob Wilson John Lewis Bryan Sellers Joey Hand                               | Infiniti G35                 | 230 |
| 62              | DP | 3  | Southard Motorsports                   | Shane Lewis Randy Ruhlman Graham Rahal Elliott Forbes-Robinson              | Riley MkXI                   | 214 |
| 63              | GT | 28 | At Speed Motorsports                   | Ian Baas Joel Feinberg Bruce McQuiston Joseph Safina                        | Porsche 997 GT3 Cup          | 196 |
| 64              | GT | 46 | Michael Baughman Racing                | Michael Baughman Bryan Collyer John Connolly Mike Yeakle Frank Del Vecchio  | Chevrolet Corvette           | 186 |
| 65              | GT | 08 | Goldin Brothers Racing                 | Steve Goldin Keith Goldin John Finger Ron Zitza                             | Mazda RX-8                   | 163 |
| 66              | GT | 21 | Matt Connolly Motorsports              | Matt Connolly Adam Pecorari Jason Workman Ray Mason Romeo Kapudija          | BMW M3 E46                   | 153 |
| 67              | GT | 48 | WTF Engineering                        | Hans Hauser Robert Dubler Ed Magner Michael DeFontes                        | Chevrolet Corvette           | 89  |
| 68              | GT | 52 | Mastercar                              | Luca Drudi Gabrio Rosa Andrea Ceccato Pierangelo Masselli Andrea Montermini | Ferrari 360 Modena Challenge | 83  |
| 69              | GT | 63 | Team Spencer Motorsports               | Dennis Spencer Scott Spencer Rich Grupp Gary Drummond Charles Espenlaub     | Mazda RX-8                   | 74  |
| 70              | GT | 49 | Team Sahlen                            | Joe Sahlen Joe Nonnamaker Wayne Nonnamaker Will Nonnamaker                  | Chevrolet Corvette           | 1   |
| Nicht gestartet |    |    |                                        |                                                                             |                              |     |
| 71              | GT | 29 | Extreme Motorsports Group              | Anthony Puleo Squeak Kennedy Ray Webb Ross Thompson                         | Nissan 350Z                  | 1   |

1 nicht gestartet

### Nur in der Meldeliste
Zu diesem Rennen sind keine weiteren Meldungen bekannt.

### Klassensieger
| Klasse | Fahrer           | Fahrer                 | Fahrer             | Fahrer       | Fahrzeug            | Platzierung im Gesamtklassement |
| ------ | ---------------- | ---------------------- | ------------------ | ------------ | ------------------- | ------------------------------- |
| DP     | Scott Pruett     | Salvador Durán         | Juan Pablo Montoya |              | Riley MkXI          | Gesamtsieg                      |
| GT     | Carlos DeQuesada | Jean-Francois Dumoulin | Scooter Gabel      | Marc Basseng | Porsche 997 GT3 Cup | Rang 10                         |

### Renndaten
- Gemeldet: 71
- Gestartet: 70
- Gewertet: 42
- Rennklassen: 2
- Zuschauer: unbekannt
- Wetter am Rennwochenende: kühl und trocken
- Streckenlänge: 5,729 km
- Fahrzeit des Siegerteams: 24:00:55,002 Stunden
- Runden des Siegerteams: 668
- Distanz des Siegerteams: 3826,972 km
- Siegerschnitt: 159,363 km/h
- Pole Position: Alex Gurney – Riley MkXI (#99) – 1:43,475 = 199,326 km/h
- Schnellste Rennrunde: David Donohue – Riley MKXI (#58) – 1:44,057 = 198,212 km/h
- Rennserie: 1. Lauf zur Grand-Am Sports Car Series 2007